# Сан Николо Векио (Месина)
Сан Николо Векио је насеље у Италији у округу Месина, региону Сицилија.
Према процени из 2011. у насељу је живело 83 становника. Насеље се налази на надморској висини од 202 м.